# سيول جدة 2009
حدثت سيول جدة 2009 في مدينة جدة على ساحل البحر الأحمر غربي المملكة العربية السعودية، وكذلك في عدَّة أماكن تابعة لمنطقة مكة المكرمة. وقد وصفها مسؤولون في الدفاع المدني بأنها الأسوأ منذ 27 عامًا. وحدثت تلك الفيضانات في يوم الأربعاء 7 ذو الحجة 1430هـ/ 25 نوفمبر 2009م وأدت إلى مصرع 116 شخصًا وأكثر من 350 في عداد المفقودين. بعض الطرق امتلأت بأقل من متر من المياه يوم الخميس 7 ذو الحجة / 26 نوفمبر، ويعتقد بأن الكثير من الضحايا غرقوا داخل سياراتهم. وانجرفت أو تضررت أكثر من ثلاثة آلاف سيارة.
استمر هطول الأمطار في يوم الخميس أربع ساعات حتى بلغ معدل كمية مياه الأمطار حوالي 90 مليمتر وهو ضعف معدل سقوط الأمطار في سنة كاملة والأثقل في السعودية خلال عقد من الزمان. وجاء توقيت الفيضان قبل يومين من الاحتفال بعيد الأضحى المبارك وخلال فترة الحج في مكة المجاورة.

## وصلات خارجية
جدة 2009 فيضانات الفيديو على يوتيوب